# Murder in the First (Fernsehserie)
Murder in the First ist eine amerikanische Krimiserie, die ab Juni 2014 auf TNT ausgestrahlt wurde. Über eine ganze Staffel erzählt sie jeweils von der Aufklärung eines Falles in San Francisco, so wird in Staffel 1 der Mord an einem drogenabhängigen Mann untersucht. Entwickelt wurde die Serie von Steven Bochco und Eric Lodal. Die Erstausstrahlung in den Vereinigten Staaten lief am 9. Juni 2014.

## Handlung
Terry English und Hildy Mulligan sind in San Francisco als Detectives tätig. Die beiden sowie David Molk und Jim Koto untersuchen den Mord an einem drogenabhängigen Mann. Ihre Nachforschungen führen sie zu Erich Blunt, der als CEO einer erfolgreichen High-Tech fungiert und als Wunderkind aus Silicon Valley gefeiert wird. Für Blunt und dessen Verbündeten Bill Wilkerson sowie Ivana West, Chefentwicklerin von Blunts Firma, kommen der Mord und die Verbindung zu einem schlechten Zeitpunkt, da Erich Blunt plant, seine Firma an die Börse zu bringen. Nebenbei wird er auch noch von einem ehemaligen Programmierer verklagt, der behauptet, dass Blunt den Code für ein revolutionäres Hologramm-System geklaut habe.
Die Detectives haben nebenbei auch noch eigene, private Probleme. Hildy ist alleinerziehende Mutter der neugierigen Louise. Terry muss damit zurechtkommen, dass seine Frau Emily im Sterben liegt. Doch das alles rückt in Vergessenheit als ein weiterer Mord geschieht.

## Produktion
Die Pilotfolge zur Serie wurde im Januar 2013 von TNT in Auftrag gegeben. Hinter dem Projekt steht Steven Bochco, der für TNT bereits 2008 bis 2009 die Anwaltsserie Raising The Bar produzierte. Die beiden Hauptrollen der Serie wurden rund zwei Monate später mit Taye Diggs und Kathleen Robertson besetzt. Eine weitere Hauptrolle ging an den Harry-Potter-Star Tom Felton.
Im September 2013 bestellte der Sender eine erste Staffel mit zehn Episoden für den Sommer 2014. Aufgrund von konstanten Einschaltquoten wurde die Serie am 12. September 2014 um eine zweite Staffel verlängert. Im Dezember 2015 erfolgte die Verlängerung um eine zehnteilige dritte Staffel.
Im Oktober 2016 gab TNT die Einstellung der Serie nach drei Staffeln bekannt.

## Besetzung und Synchronisation
Die deutsche Synchronisation entsteht unter der durch die Synchronfirma EuroSync GmbH in Berlin.
| Rolle                    | Schauspieler       | Hauptrolle (Episode) | Nebenrolle (Episode) | Synchronsprecher  |
| ------------------------ | ------------------ | -------------------- | -------------------- | ----------------- |
| Inspector Terry English  | Taye Diggs         | 1.01–3.10            |                      | Christoph Banken  |
| Inspector Hildy Mulligan | Kathleen Robertson | 1.01–3.10            |                      | Bianca Krahl      |
| Jim Koto                 | Ian Anthony Dale   | 1.01–3.10            |                      |                   |
| Inspector David Molk     | Raphael Sbarge     | 1.01–3.10            |                      | Gerald Schaale    |
| Inspector Edgar Navarro  | Lombardo Boyar     | 1.01–3.10            |                      | Steven Merting    |
| Mario Siletti            | Currie Graham      | 1.01–3.10            |                      |                   |
| Louise Mulligan          | Mimi Kirkland      | 1.01–3.10            |                      |                   |
| Erich Maxwell Blunt      | Tom Felton         |                      | 1.01–1.10            | Tim Knauer        |
| Bill Wilkerson           | Steven Weber       |                      | 1.01–1.10            | Viktor Neumann    |
| David Hertzberg          | Richard Schiff     |                      | 1.01–1.10            | K. Dieter Klebsch |
| Jacqueline Perez         | Nicole Ari Parker  |                      | 1.01–1.10            |                   |
| Ivana West               | Bess Rous          |                      | 1.01–1.09            |                   |
| Warren Daniels           | James Cromwell     |                      | 1.02–1.10, 2.12      | Dieter B. Gerlach |
| Lara Cruz                | Emmanuelle Chriqui |                      | 2.01–2.12            |                   |

## Ausstrahlung
Vereinigte Staaten
Die Ausstrahlung der Serie begann am 9. Juni 2014 im Anschluss an Major Crimes. Die Premiere wurde von 3,76 Millionen Zuschauern gesehen und erreichte ein Zielgruppen-Rating von 0,6. Die letzte Folge der ersten Staffel wurde am 11. August 2014 gesendet. Im Durchschnitt erreichten die zehn Episoden der ersten Staffel 2,84 Millionen Zuschauer und ein Zielgruppen-Rating von 0,45 Prozent.
Deutschland
In Deutschland wird die Serie seit dem 30. September 2014 auf dem Pay-TV-Sender TNT Serie ausgestrahlt.

## Rezeption
Der Serienjunkies-Kritiker Felix Böhme vergab 3 von 5 Sternen für die Pilotepisode. In seiner Review schrieb er folgendes:

„'Murder in the First' liefert eine ordentliche Pilotepisode ab, mit guten Darstellern und spürbarem Potential. Doch wo ist das gewisse Etwas? Vielleicht kommt es noch mit den weiteren Folgen. Es wäre zumindest wünschenswert und könnte 'Murder in the First' eventuell doch noch auf ein höheres als auf ein 'nur' solides Level hieven.“